# Maria Gomes Valentim
Maria Gomes de Silva, vedova Valentim (Carangola, 9 luglio 1896 – Carangola, 21 giugno 2011), è stata una supercentenaria brasiliana, vissuta 114 anni e 347 giorni. Detenne il titolo di Decana dell'umanità dal 18 novembre 2010 (alla morte della connazionale Ana Nogueira de Lucas) sino alla sua morte; tuttavia il primato le venne riconosciuto dal Guinness World Records solo nel maggio 2011, all'età di 114 anni e 313 giorni. Prima donna brasiliana a essere ufficialmente convalidata da un'organizzazione indipendente, fu l'unica sino al 28 luglio 2015, quando la 112enne Alida Grubba Rudge fu confermata dal Gerontology Research Group. È attualmente la 82ª persona più longeva della storia la cui età sia stata verificata.

## Biografia
Maria Gomes de Silva nacque il 9 luglio 1896 a Carangola, nello stato brasiliano di Minas Gerais. Nella sua famiglia vi erano stati altri casi di notevole longevità: il padre morì pochi giorni prima di raggiungere i 99 anni. Si sposò a 17 anni, nel 1913. Dal matrimonio con João Valentim nacque un unico figlio, deceduto nel 1975; il marito scomparve invece nel 1946.
In vecchiaia visse con una pensione minima. Attribuiva la propria longevità al «farsi gli affari propri» e ai cibi da lei consumati, molto semplici e "genuini": da un'intera pagnotta al mattino, con il caffè, alla frutta e al latte di semi di lino. Durante i pasti, sui quali Maria Gomes Valentim non poneva condizionamenti di ogni sorta, mangiando di tutto, amava bere un po' di vino. La donna utilizzava solo poche medicine, per quanto all'epoca del riconoscimento del Guinness dei Primati si stesse riprendendo da un'infezione alle vie urinarie. La sua badante lodò la sua volontà di vivere, che non aveva riscontrato anche in individui più giovani.
L'8 maggio 2011, dopo lunghe ricerche, il Gerontology Research Group validò l'età di Maria Gomes Valentim, rendendola la prima brasiliana a essere confermata; dieci giorni dopo il Guinness World Records riconobbe alla donna il titolo di "Persona più anziana del mondo", "detronizzando" Besse Cooper, che avrebbe riacquistato il primato alla morte della de Silva. Il 21 giugno 2011, dopo una polmonite, venne ricoverata, morendo per un collasso dei principali organi vitali, a poche settimane dal 115º compleanno. Le sopravvissero quattro nipoti, sette bisnipoti e cinque trisnipoti.